# 25570 Kesun
25570 Kesun este un asteroid din centura principală de asteroizi.

## Descriere
25570 Kesun este un asteroid din centura principală de asteroizi. A fost descoperit pe 12 decembrie 1999 la Socorro, New Mexico, în cadrul proiectului LINEAR. Asteroidul prezintă o orbită caracterizată de o semiaxă mare de 2,36 ua, o excentricitate de 0,10 și o înclinație de 7,6° în raport cu ecliptica.